# URL
URL(Uniform Resource Locator 또는 통칭 web address, 문화어: 파일식별자, 유일자원지시기)은 네트워크 상에서 자원이 어디 있는지를 알려주기 위한 규약이다. 즉, 컴퓨터 네트워크에서의 위치를 지정하는, 리소스에 대한 참조 및 검색 메커니즘이다. 쉽게 말해서, 웹 페이지를 찾기 위한 주소를 말한다.
흔히 웹 사이트 주소로 알고 있지만, URL은 웹 사이트 주소뿐만 아니라 컴퓨터 네트워크상의 자원을 모두 나타낼 수 있다. 그 주소에 접속하려면 해당 URL에 맞는 프로토콜을 알아야 하고, 그와 동일한 프로토콜로 접속해야 한다.
FTP는 FTP 클라이언트를 이용해야 하고, HTTP인 경우에는 웹 브라우저를 이용해야 한다. 텔넷의 경우에는 텔넷 프로그램을 이용해서 접속해야 한다.

## 역사
URL은 1994년 월드 와이드 웹의 창시자 팀 버너스 리와 IETF의 URI 워킹 그룹에 의해 1992년 IETF Live Documents Birds of a feather에서 시작한 협업의 산물로서 RFC 1738에 정의되었다.

## 표현방법
```
 scheme://<user>:<password>@<host>:<port>/<url-path>

```

- RFC 1738에서 정의되어 있으며, 지정된 scheme에 따라 표현방법이 다를 수 있다.
  - 일반적으로 많이 사용하는 HTTP URL의 scheme은 다음과 같이 표현한다.http://<host>:<port>/<path>?<searchpart>

- 참고로 URI는 URL과 URN에서 추천되는 방식을 고려하여 설계된 상위 개념이다. [RFC 3986의 1. Introduction 참고함]
  - URL은 URI와는 달리, #<fragment>를 포함하지 않으며, ?<query>까지만 포함한다. [RFC 1808 2.1. URL Syntactic Components 참고함]
  - URI의 표현방법은 다음과 같다. [RFC 3986의 3. Syntax Components 참고함]URI = scheme ":" hier-part [ "?" query ] [ "#" fragment ]

hier-part = "//" authority path-abempty
          / path-absolute
          / path-rootless
          / path-empty

The following are two example URIs and their component parts:

     foo://example.com:8042/over/there?name=ferret#nose
     \_/   \______________/\_________/ \_________/ \__/
      |           |            |            |        |
   scheme     authority       path        query   fragment
      |   _____________________|__
     / \ /                        \
     urn:example:animal:ferret:nose
- URL은 제일 앞에 자원에 접근할 방법을 정의해 둔 프로토콜 이름을 적는다. gopher, telnet, ftp, http, usenet 등이다.
- 프로토콜 이름 다음에는 프로토콜 이름을 구분하는 구분자인 ":"을 적는다.
- 만약 IP 혹은 Domain name 정보가 필요한 프로토콜이라면 ":" 다음에 "//"를 적는다.[3]
- 프로토콜명 구분자인 ":" 혹은 "//" 다음에는 프로토콜 마다 특화된 정보를 넣는다.
  - 예1) http://www.somehost.com/a.gif - IP 혹은 Domain name 정보가 필요한 형태 ( www.somehost.com에 있는 a.gif를 가리키고 있음 )
  - 예2) ftp://id:pass@192.168.1.234/a.gif - IP 혹은 Domain name 정보가 필요한 형태 ( 192.168.1.234에 있는 a.gif를 가리키고 있음 )
  - 예3) mailto:somebody@mail.somehost.com - IP정보가 필요없는 프로토콜 ( mailto 프로토콜은 단지 메일을 받는 사람의 주소를 나타냄 )

## 기타
사이트 데이터를 데이터 베이스에 저장하는 것이 아닌 URL에 저장할 수 있다. 가장 쉽게 접할 수 있는 곳이 네이버 파파고이다. 우리가 번역을 원하는 글을 URL에 전부 집어 넣는다.

## 같이 보기
- 웹 사이트
- TinyURL
- 통합 자원 식별자(URI)